# Jean-François Callet
Jean-François Callet (Versalhes, 1744 – Paris, 1799) foi um matemático francês.

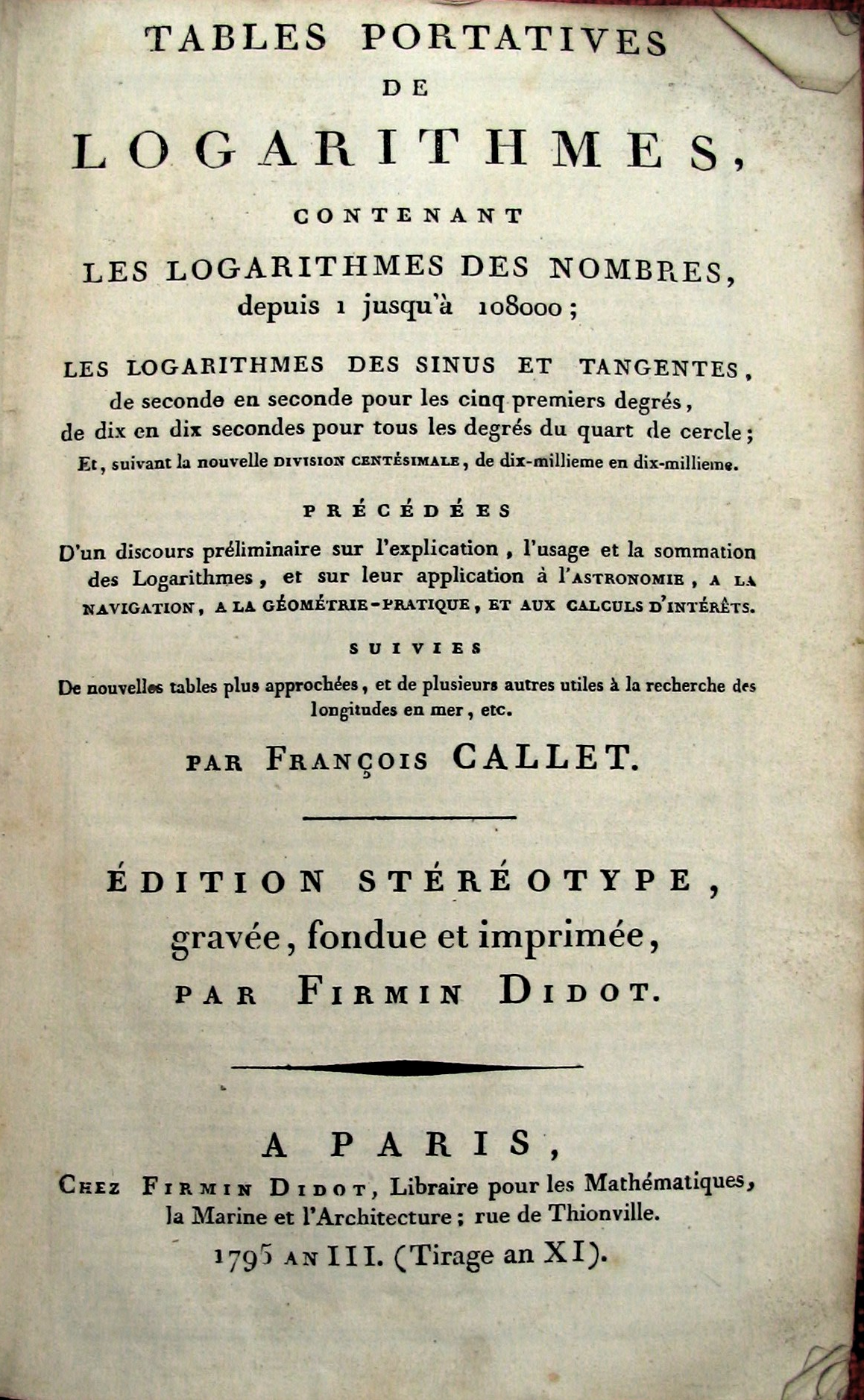
Tabela logarítmica de Jean-François Callets de 1803

Callet foi professor de hidrografia no Dépôt de la Guerre. Em 1783 publicou a tabela de logarítmos de William Gardiner e acrescentou em 1795 os logaritmos das funções trigonométricas para os novos grados. Estas tabelas foram impressas por Firmin Didot por estereotipia. Em 1857 foi lançada uma versão melhorada por J. Dupuis.